# 都電砂町線
砂町線（すなまちせん）は、かつて東京都の水神森と洲崎(のち東陽公園前～洲崎は洲崎線に統合)を結んでいた東京都電車の路線で、都電29系統と38系統として東京都交通局によって運営されていた。

## 歴史
もともとは城東電気軌道という私鉄の路線で、1920年12月28日に一部区間（水神森 - 小名木川間）が開通し、1928年に全線開通した。1930年9月3日以降、洲崎～東陽公園前は東京市と線路共用となった。1938年4月25日には東京地下鉄道と合併し、1942年2月1日に東京市電気局に買収された。1972年11月12日に全線廃止となった。
かつての専用軌道の一部が亀戸緑道公園・大島緑道公園・南砂緑道公園として整備されている。また、廃止後も竪川を渡る橋梁が「堅川人道橋」として残存していたが、2011年に撤去された。

## 停留所一覧
最終時点
- 水神森
- 竪川通
- 大島三丁目
- 大島一丁目
- 北砂三丁目
- 北砂二丁目
- 境川
- 南砂三丁目
- 第四砂町小学校
- 南砂二丁目
- 東陽公園前

1944年10月5日廃止のもの
- 千葉街道口(水神森と堅川通の間)

- 大島(大島三丁目と大島一丁目の間)